# 2025 en Antarctique
Cet article concerne les événements thématiques qui se sont produits durant l'année 2025 en Antarctique.

## Événements

### Janvier
- x

### Février
- x

### Mars
- x

### Avril
- x

### Mai
- x

### Juin
- x

### Juillet
- x

### Août
- x

### Septembre
- x

### Octobre
- x

### Novembre
- x

### Décembre
- x